# Battlefield Play4Free
A Battlefield Play4Free egy ingyenesen elérhető first-person shooter volt, melyet az Easy Studios és a Digital Illusions CE fejlesztett. A játék alapja a Battlefield 2, melyből a grafikus motort, a pályákat és a járművek egy részét örökölte, míg emellett megkapta a Battlefield: Bad Company 2 kasztrendszerét, az ott megismert fegyvereket és a szárazföldi járműarzenált. A keretrendszer a korábbi Battlefield Heroes című free to play epizódot idézi. Mivel a játék böngészőből indítható, a beépített áruházban valódi pénzért különféle játékbeli javak vásárolhatóak, illetve a karakterek fejlesztése is hasonló módon történik.
A játék bejelentésére 2010. november 5-én került sor, a zárt bétateszt pedig november 30-án vette kezdetét, míg a mindenki számára nyílt béta teszt 2011. április 4-én kezdődött. A játékhoz szükséges egy plugin letöltése a böngészőhöz, valamint egy 300 MB-os kliens telepítése. Aki a Battlefield 3 játékot az Origin rendszerén keresztül rendelte elő, azok a játékban ajándékként megkapták a 870S típusú sörétes puskát, illetve egy narancssárga svájcisapkát. Az EA 2015. április 15-én bejelentette, hogy a játék 2015. július 14-én megszűnik, és a szervereket örökre lekapcsolják. A bejelentéssel egy időben a leállásig letiltották a regisztrációt és a Battle Founds rendelését is. Ezzel együtt megszűnt a Need For Speed: World és a Battlefield Heroes is.